# Austroplex chrysophilus
Austroplex chrysophilus är en tvåvingeart som först beskrevs av Walker 1848.  Austroplex chrysophilus ingår i släktet Austroplex och familjen bromsar. Inga underarter finns listade i Catalogue of Life.